# Vilko Filač
Vilko Filač est un directeur de la photographie yougoslave (jusqu'en 1991) puis slovène, né le 14 février 1950 à Ptuj en Slovénie (alors en Yougoslavie) et décédé le 25 novembre 2008.

## Biographie
Vilko Filač a fait ses études à l'Académie du film de Prague (Filmová a televizní fakulta, FAMU).
Il a signé l'image des cinq premiers films d'Emir Kusturica: Te souviens-tu de Dolly Bell ?, Papa est en voyage d'affaires, Le Temps des Gitans, Underground et Arizona Dream.
Vilko Filač fut également remarqué pour l'image des Enfants du siècle de Diane Kurys, de The Brave de Johnny Depp ou encore de Chinese Box de Wayne Wang.
Un prix a été créé à son nom en 2011 pour lui rendre hommage : le Prix Vilko Filač de la meilleure photographie (en anglais : Vilko Filač Award for best cinematography).

## Filmographie
- 1978 : Nevjeste dolaze (téléfilm)
- 1979 : Bife 'Titanik' (téléfilm)
- 1981 : Te souviens-tu de Dolly Bell ? (Sjecas li se Dolly Bell) d'Emir Kusturica
- 1982 : Rdeci boogie ali Kaj ti je deklica
- 1983 : Strici so mi povedali (série télévisée)
- 1984 : Veselo gostivanje
- 1985 : Papa est en voyage d'affaires (Otac na sluzbenom putu) d'Emir Kusturica
- 1985 : Butnskala
- 1986 : Osveta
- 1987 : Zivot radnika
- 1987 : Sumanovic - komedija umetnika (téléfilm)
- 1988 : Le Temps des Gitans d'Emir Kusturica
- 1989 : The Forgotten (téléfilm)
- 1990 : Pummarò
- 1991 : Nue (Çiplak) d'Ali Özgentürk
- 1993 : Arizona Dream d'Emir Kusturica
- 1995 : Bila jednom jedna zemlja (série télévisée)
- 1995 : Underground d'Emir Kusturica
- 1997 : The Brave  de Johnny Depp
- 1997 : Chinese Box de Wayne Wang
- 1999 : Les Enfants du siècle de Diane Kurys
- 2001 : Novocaine de David Atkins
- 2002 : (A)Torzija (court métrage)
- 2003 : Chinese Box Home Movies (court métrage documentaire vidéo)
- 2004 : Secret Passage d'Ademir Kenović
- 2004 : Mon Ange de Serge Frydman
- 2007 : L'Île aux trésors d'Alain Berbérian
- 2009 : Barbe bleue de Catherine Breillat

## Distinctions

### Récompenses
- Festival du film yougoslave 1985  : Caméra d'or pour Papa est en voyage d'affaires[4]
- Festival international du film des frères Manaki 1993 : Golden Camera 300 pour Arizona Dream
- Festival international du film d'Antalya 1993 : meilleure photographie pour Nue

### Nominations
- Camerimage 1995 : Grenouille d'or pour Underground
- Camerimage 1997 : Grenouille d'or pour The Brave